# Berliner Hütte
La Berliner Hütte (2.042 m s.l.m.) è un rifugio alpino delle Alpi della Zillertal che si trova in Tirolo (Austria).

## Accesso
L'accesso avviene da Breitlahner, località di Mayrhofen in circa due ore e trenta.

## Ascensioni
- Cima di Campo - 3.418 m

## Traversate
- Rifugio al Sasso Nero - 3.026 m
- Rifugio Giovanni Porro - 2.419 m